# هاراه (اکلاهما)
هاراه(به انگلیسی: Harrah) شهری در ایالت اکلاهما کشور ایالات متحده آمریکا است که جمعیت آن در سرشماری سال ۲۰۱۰ میلادی، ۵٬۰۹۵ نفر بوده‌است.